# Ghiacciaio Reedy
Il ghiacciaio Reedy (in inglese Reedy Glacier) è un ghiacciaio largo dai 10 ai 19 km e lungo circa 160; situato nell'entroterra della costa di Hobbs, nella parte occidentale della Terra di Marie Byrd, in Antartide. Il ghiacciaio, il cui punto più alto si trova 967 m s.l.m., è uno dei più grandi del mondo e fluisce verso nord a partire dall'Altopiano Antartico fino ad andare ad alimentare la barriera di Ross, sulla costa di Gould, scorrendo tra l'altopiano Michigan e il catena Wisconsin. Il ghiacciaio Reedy segna anche il confine tra i monti della Regina Maud, a ovest, e i monti Horlick, a est, e lungo il suo corso il suo flusso viene alimentato da diversi ghiacciai tributari, come il Colorado, il Kansas, il Gardiner e lo Wotkyns, che si uniscono ad esso da ovest, e lo Hueneme, il McCarthy, il Norfolk e l'Olentangy, che invece gli si uniscono da est.

## Mappa
Nelle immagini sottostanti è possibile vedere la mappa del flusso del ghiacciaio Reedy dall'Altopiano Antartico alla barriera di Ross.

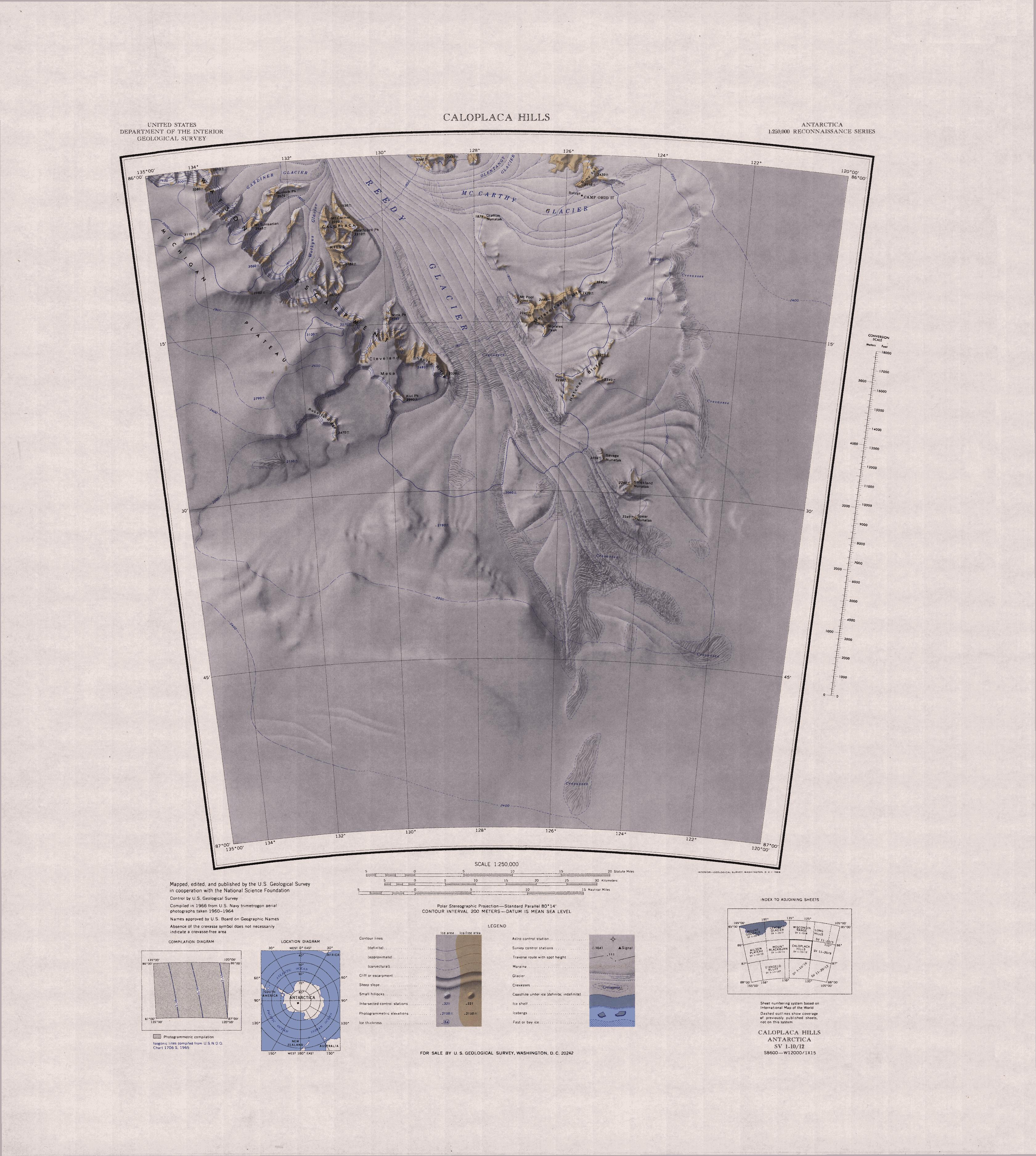
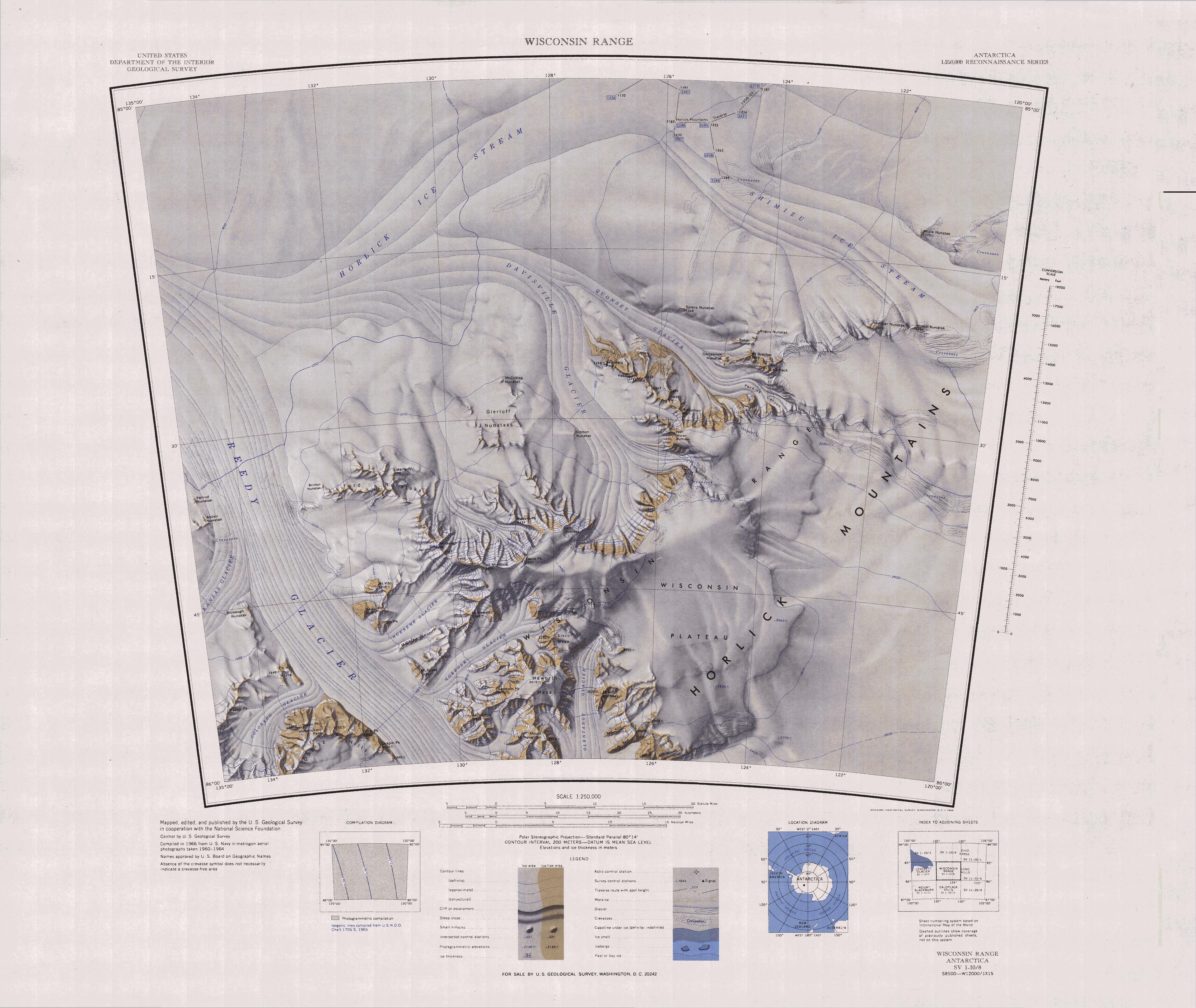
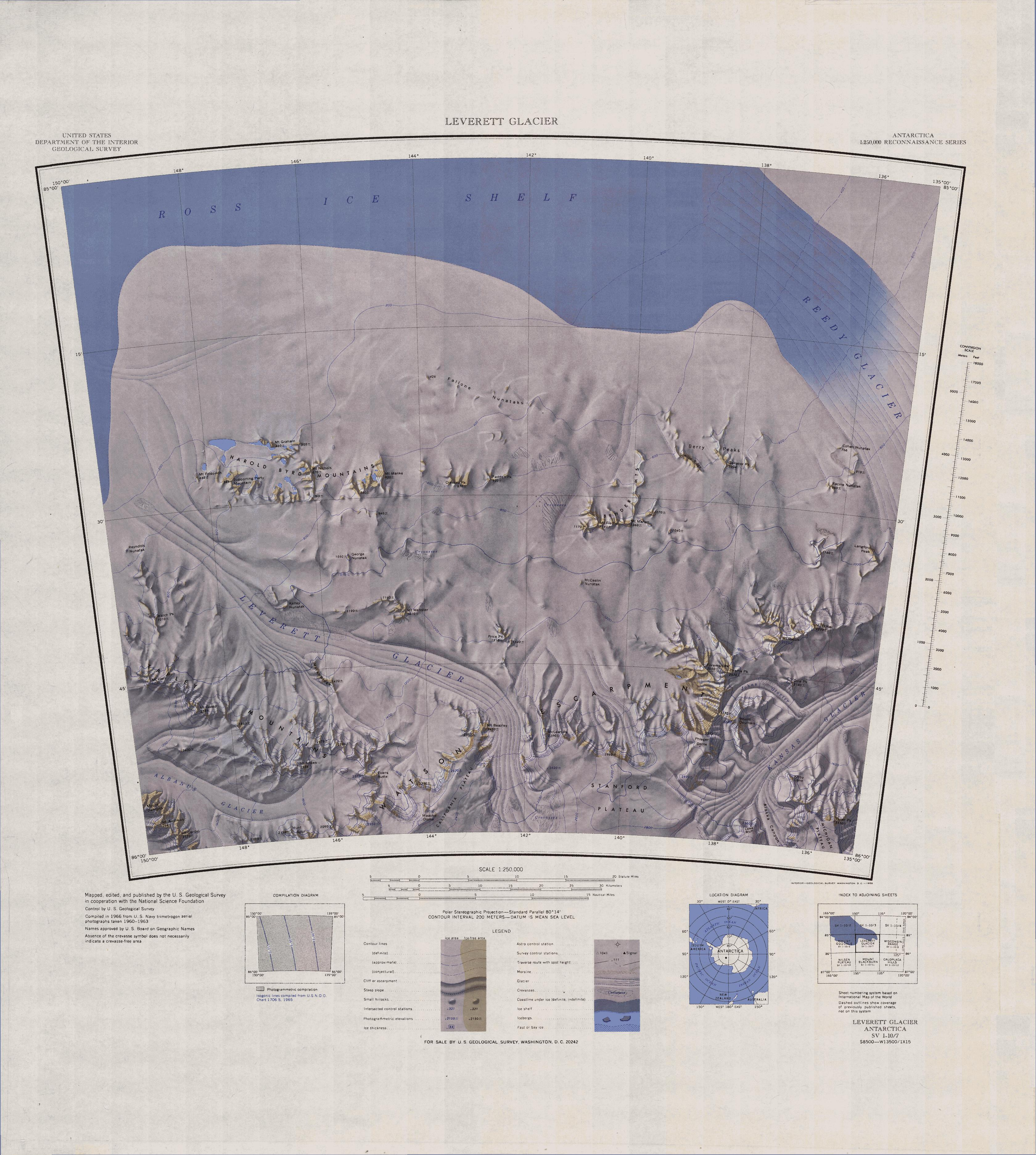

## Storia
Il ghiacciaio Reedy è stato mappato dallo United States Geological Survey grazie a ricognizioni terrestri dello stesso USGS e a fotografie aeree scattate dalla marina militare statunitense (USN) nel periodo 1960-64; esso è stato poi così battezzato dal Comitato consultivo dei nomi antartici in onore del contrammiraglio James R. Reedy, della USN, comandante della forza di supporto navale statunitense in Antartide dal novembre 1962 all'aprile 1965.